# Herbert von Karajan Young Conductors Award
Der Herbert von Karajan Young Conductors Award ist ein seit 2010 im Rahmen der Salzburger Festspiele vergebener Musikpreis.
Der seit 2010 ausgerichtete bisherige Nestlé and Salzburg Festival Young Conductors Award, seit 2021 Herbert von Karajan Young Conductors Award, wird im Rahmen der Salzburger Festspiele verliehen und findet ab 2021 biennal statt. Insgesamt gab es 2021 250 Bewerber, von denen acht das Semifinale im Mai 2021 erreicht hatten. Der Preis ist mit € 15.000 dotiert und wird alle zwei Jahre an einen jungen Dirigenten bis 35 Jahre verliehen. Den Vorsitz der Jury hatte 2020/21 Manfred Honeck.

## Preisträger
- 2010 David Afkham
- 2011 Ainārs Rubikis
- 2012 Mirga Gražinytė-Tyla
- 2013 Ben Gernon
- 2014 Maxime Pascal
- 2015 Lorenzo Viotti
- 2016 Aziz Shokhakimov
- 2017 Kerem Hasan
- 2018 Gábor Káli
- 2021 Joel Sandelson[2]
- 2023 Hankyeol Yoon[3]